# 4891 Blaga
4891 Blaga (1984 GR) là một tiểu hành tinh vành đai chính được phát hiện ngày 4 tháng 4 năm 1984 bởi Bulgarian National Observatory ở Rozhen.